# Stéphanie Hein
Pour les articles homonymes, voir Hein.
Stéphanie Hein, née vers 1991 à Tours, est une bouchère française.
Elle est la première femme à remporter le titre de Meilleur ouvrier de France en spécialité boucherie.

## Biographie
Enfant, Stéphanie Hein était admirative du travail à l'étal des artisans bouchers derrière la vitre de leur commerce.
À l’âge de 19 ans, après des études de comptabilité « pour satisfaire ses parents », elle affirme son envie de travailler la viande, qui exprime pour elle « le besoin primaire et physiologique de se nourrir ». Elle enchaine alors CAP, BEP puis brevet de maîtrise. Battante, elle participe à des compétitions, remporte le titre de Meilleure apprentie de la région Centre-Val de Loire et sort major de promotion. Elle gagne alors un stage chez Michel Rocheteau à Amboise.
Depuis, elle travaille à Bléré (Indre-et-Loire) où elle est salariée de la boucherie James Doiseau.
Les 7 et 8 novembre 2021 à Clermont-Ferrand, elle devient la première femme à remporter la Coupe d'Europe de boucherie,. Elle termine 5e de la Coupe du Monde à Sacramento en Californie.
Le 7 novembre 2022, à Paris, Stéphanie Hein est sacrée Meilleur ouvrier de France dans sa catégorie face à 48 autres candidats, devenant ainsi la première femme à obtenir ce titre,.

## Distinctions
- 2021 : Coupe d'Europe de boucherie (en équipe)
- 2022 : Meilleure ouvrière de France
- 2024 :  Officier de l'ordre du Mérite agricole[6]